# Dorothea Viehmann

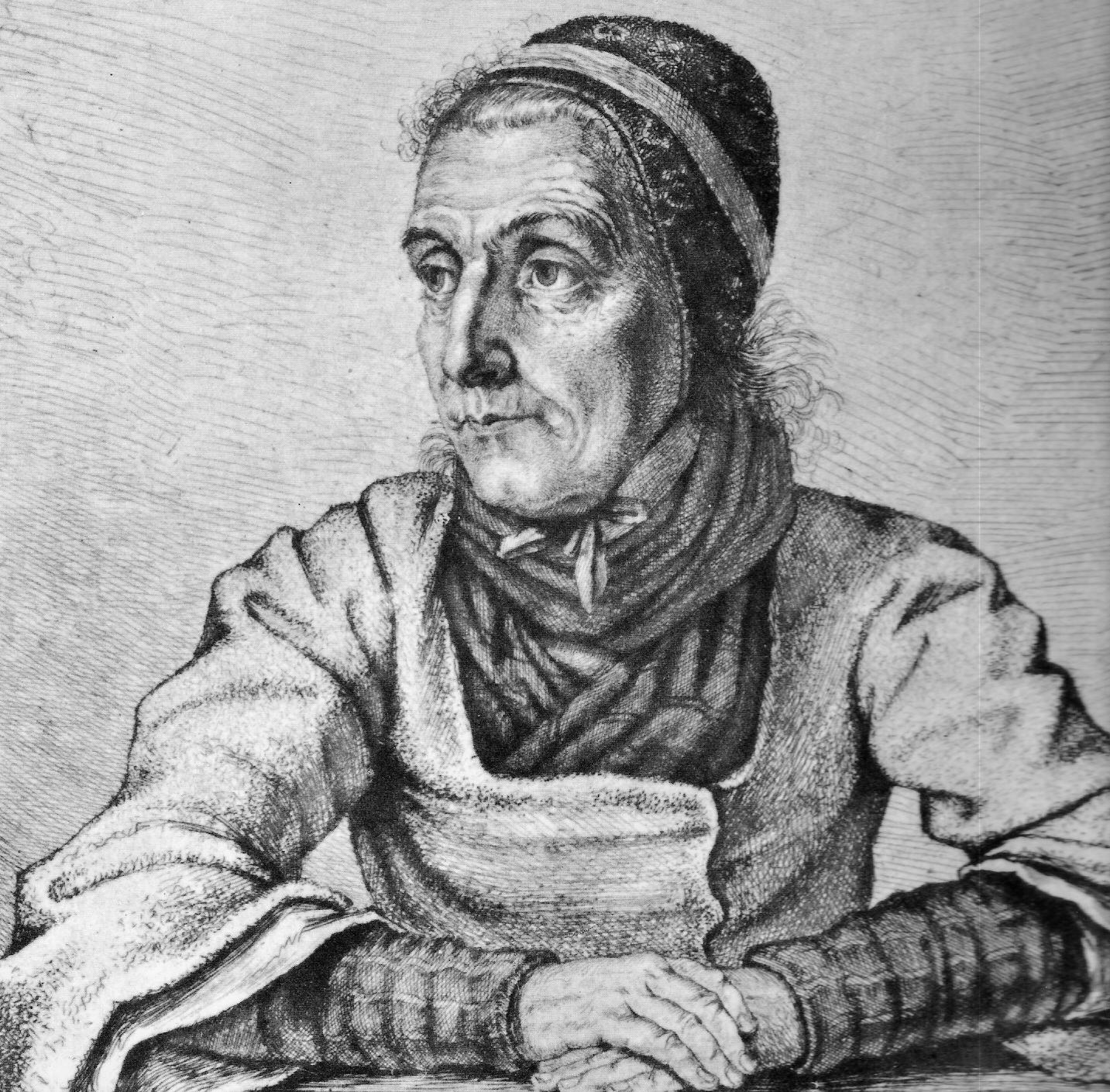
Dorothea Viehmann, retrato contemporáneo por Ludwig Emil Grimm, un hermano de Wilhelm y Jacob Grimm.

Dorothea Viehmann (Baunatal, Alemania, 8 de noviembre de 1755 - Niederzwehren, 17 de noviembre de 1816) fue una cuentista alemana. Sus historias fueron una fuente importante  para los cuentos de hadas recolectados por los Hermanos Grimm. La mayoría de los cuentos de Dorothea Viehmann fueron publicados en el segundo volumen de la  colección cuentos de hadas de los hermanos Grimm.

## Vida
Dorothea Viehmann Nació como Katharina Dorothea Pierson en Baunatal, cerca de Kassel. Fue hija de un tabernero. Sus padres fueron Hugonotes que huyeron de Francia a Hesse-Kassel después de que el Edicto de Nantes fuera revocado. A medida que crecía, Viehmann escuchó numerosas historias, leyendas y cuentos de hadas de los huéspedes de la taberna de su padre.
En 1777 Dorothea Pierson se casó con el sastre Nikolaus Viehmann. Entre 1787 y 1798 la familia vivió en Niederzwehren, hoy parte de la ciudad de Kassel. Después de la muerte de su marido,  Dorothea Viehmann tuvo que proveer para ella y sus siete niños, vendiendo productos de su huerta en el mercado local.
Conoció a los Hermanos Grimm en 1813 y les enseñó más de cuarenta cuentos y variaciones. Debido a los antepasados Hugonotes de Dorothea, un número de sus historias está basado en cuentos de hadas franceses. Wilhelm Grimm escribió que había sido una coincidencia asombrosa que él y su hermano hubieran conocido esta mujer. Los hermanos estaban especialmente impresionados porque Viehmann podía volver a contar sus historias una y otra vez sin cambiar una palabra.

## Ubicaciones y monumentos

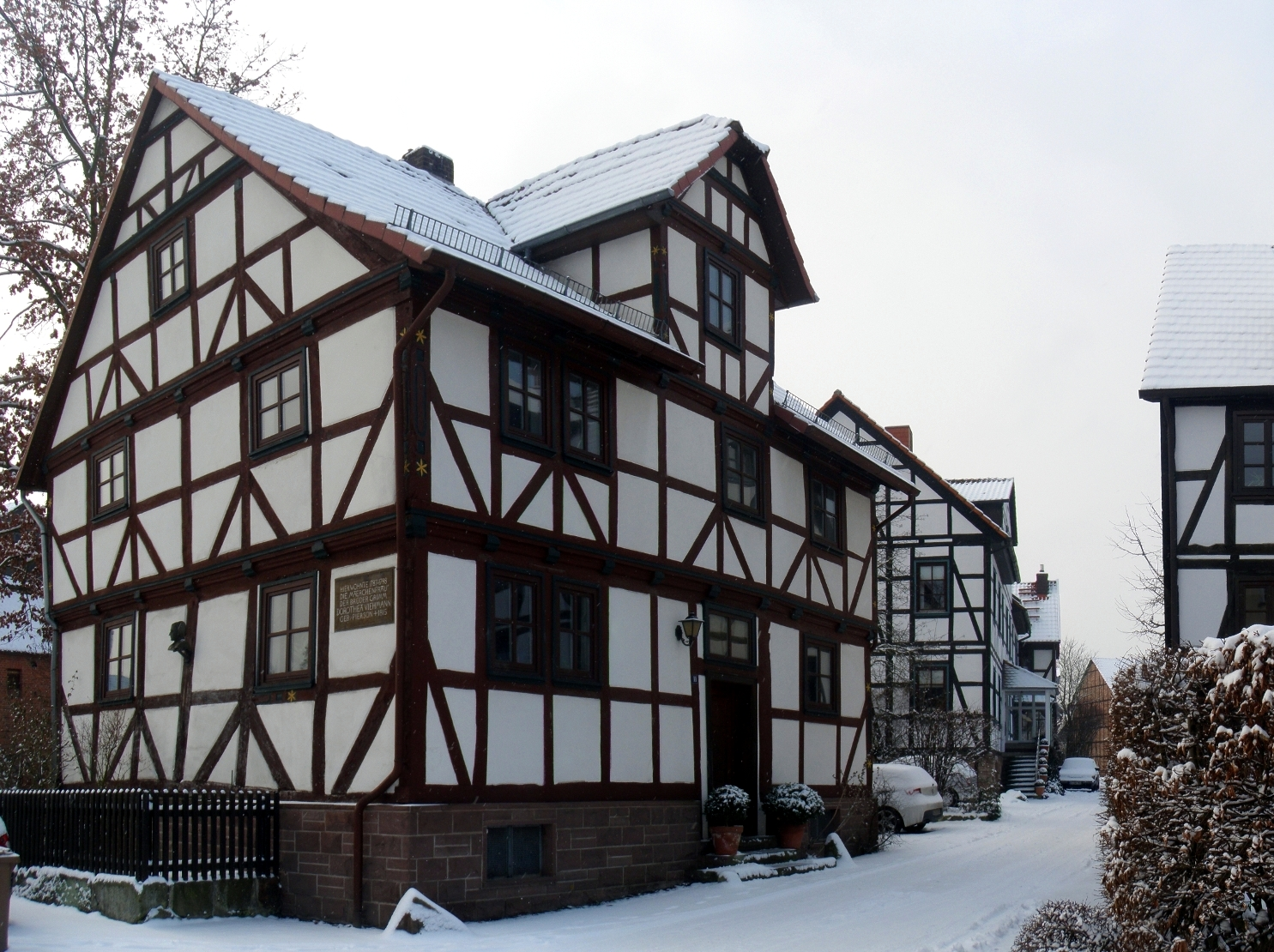
Casa de Dorothea Viehmann en Niederzwehren, donde vivió entre 1787 y 1798

Actualmente, la parte histórica de Niederzwehren es nombrada a veces como Märchenviertel, Barrio de Cuento de Hadas, en honor a la famosa cuentista. Ahí se pueden encontrar placas conmemorativas en dos casas con entramado de madera, que indican donde Dorothea Viehmann vivió entre 1787 y 1798, y desde 1798 hasta su muerte.
Tanto la escuela primaria del Barrio como un parque recientemente creado llevan el nombre de la cuentista.
En 2009, un monumento a Dorothea Viehmann, creado por el artista Berahna Massoum fue instalado cerca del Barrio de Cuento de Hadas.